# 파페 마타르 사르
파페 마타르 사르(프랑스어: Pape Matar Sarr, 2002년 9월 14일 ~ )는 프리미어리그 클럽 토트넘 홋스퍼와 세네갈 국가대표팀에서 미드필더로 활약하는 세네갈의 프로 축구 선수이다.

## 구단 경력

### 토트넘 홋스퍼
2021년 8월 27일, 사르는 프리미어리그 클럽 토트넘 홋스퍼와 계약했다. 그는 2021-22년 시즌이 끝날 때까지 메츠로 다시 임대되었다. 2023년 1월 1일, 사르는 마침내 애스턴 빌라와의 홈 경기에서 80분에 이브 비수마와 교체되어 오랫동안 기다려온 프리미어리그 데뷔 전을 치렀다. 그 경기는 2-0으로 패배했다. 애스턴 빌라를 상대로 한 첫 출전 이후로, 사르는 벤치에서 나오거나 선발로 나서며 토트넘에서 꾸준히 출전하고 있다. 그는 2023년 5월 28일, 시즌 마지막 경기인 리즈 유나이티드와의 원정 경기에서 4-1 승리를 거두며 첫 골 도움을 기록했다. 2023년 8월 19일, 사르는 2023–24년 프리미어리그 시즌 첫 홈 경기였던 맨체스터 유나이티드 전에서 토트넘 홋스퍼 소속으로 자신의 첫 골을 넣었다.
2024년 1월 2일, 인상적인 활약을 펼친 후, 사르는 토트넘과의 계약을 2030년까지 연장했다.

## 국가대표팀 경력
사르는 2021년 3월 26일, 콩고와의 2021년 아프리카 네이션스컵 예선 경기에서 세네갈 국가대표팀으로 데뷔하였다. 그는 2022년 2월 6일, 세네갈이 2021년 아프리카 네이션스컵에서 우승을 차지하는 데 일원이 되었다. 그는 이 대회에서 한 차례 출전하였으며, 부르키나파소를 3-1로 꺾은 준결승전에 교체 선수로 출전하였다.
그는 세네갈이 2021년 아프리카 네이션스컵에서 우승한 뒤, 마키 살 세네갈 대통령으로부터 국가 사자 훈장으로 임명되었다. 2022년 7월 21일, 그는 2022 CAF 어워즈에서 올해의 남자 유망 선수상을 수상하였다.
사르는 2022년 FIFA 월드컵 세네갈 국가대표팀에 발탁되었으며, 조별 리그에서 카타르를 3-1로 꺾은 경기와 잉글랜드와의 16강전 0-3 패배 경기에서 교체 선수로 출전하였다.

## 수상
토트넘 홋스퍼
- UEFA 유로파리그: 2024–25[15]

세네갈
- 아프리카 네이션스컵: 2021[8]